# Lessons (Capone-N-Noreaga)
Lessons è il quinto album del duo hip hop statunitense Capone-N-Noreaga. Pubblicato il 24 luglio del 2015, l'album è distribuito dalle label di proprietà di N.O.R.E. Thugghed Out Militainment e Penalty Recordings. Partecipano The LOX, Tragedy Khadafi e Raekwon. Tra i produttori, Large Professor e Statik Selektah.
È il primo lavoro del duo a non entrare in classifica nel mercato statunitense.

## Tracce
1. Khadafi Talks – 1:54 (musica: Tragedy Khadafi)
2. Future (featuring Tragedy Khadafi) – 3:22 (musica: Ayatollah)
3. In the 1st – 2:05 (musica: iFresh)
4. Shooters Worldwide – 3:23 (musica: Jahlil Beats)
5. 7 Continents (featuring Royal Flush & Tragedy Khadafi) – 4:03 (musica: Hazardis Soundz)
6. U.M.A.R. (featuring Tragedy Khadafi) – 4:15 (musica: SPK)
7. Gumar Oz Dubar – 2:40 (musica: Hazardis Soundz)
8. Not Stick You Pt. 2 (featuring Tragedy Khadafi) – 3:38 (musica: Ayatollah)
9. Chinese Girl – 3:36 (musica: Beatz n da Hood)
10. Elevate (featuring Tragedy Khadafi) – 3:26 (musica: Hazardis Soundz)
11. 3 on 3 (featuring Tragedy Khadafi & The LOX) – 3:43 (musica: Beatz n da Hood)
12. Now (featuring Tragedy Khadafi) – 3:20 (musica: Statik Selektah)
13. Pizza – 2:42 (musica: Large Professor)
14. Riding (featuring Anna Shay) – 4:19 (musica: Mr. Authentic)
15. Foul 120 (featuring Tragedy Khadafi & Raekwon) – 4:37 (musica: Scram Jones)

Durata totale: 51:03